# Boxtroli
Boxtroli (în engleză The Boxtrolls) este un film, de animație 3D stop motion bazat pe romanul Vor fi Monștrii! de Alan Snow. Produs de Laika, este regizat de Graham Annable și Anthony Stacchi. The Boxtrolls aduce în prim plan aventurile lui Ouț, un băiat uman care a fost crescut de troli din cutiile de gunoi, în încercarea sa de a -i salva pe aceștia de Archibald Snatcher, un exterminator de dăunători. Distribuția este formată din Isaac Hempstead-Wright, Ben Kingsley, Elle Fanning, Toni Collette, Jared Harris, Simon Pegg, Nick Frost, Richard Ayoade și Tracy Morgan. It was released on 26 septembrie 2014, to generally positive reviews.